# Mute Comp. Physical Theatre
Mute Comp. Physical Theatre er et teaterkompagni, der blev stiftet i 1999 af koreograferne Jacob Stage (f. 1969) og Kasper Ravnhøj (f. 1977). 
Mute er en forkortelse for Movement United with Text Expression. Stage og Ravnhøjs mål er at kombinere tekst, dans og fysisk teater.

Siden 2009 har Mute Comp. haft lokaler i Tap E i Carlsberg Byen på Vesterbro, hvor også 
Dansehallerne ligger.

Udover dans og bevægelse henter gruppen ofte inspiration fra andre udtryksmåder såsom poetry slam, nycirkus, street dance og slapstick comedy. 

Mute Comp. beskæftiger sig med urbane temaer og tendenser, og deres forestillinger udforsker menneskets mørke sider. F.eks. handler deres Illegal trilogy, som består af Knock on Unpainted Wood, F.U.B.A.R og BLACKOUT!, om henholdsvis trafficking, våbenhandel og narko.

Mute Comp. er kendt for inkorporere livemusik i deres produktioner. F.eks. var det nordiske band Valravn en del af forestillingen Grasping the Floor with the back of my head, og i F.U.B.A.R. havde det amerikanske band Legendary Shack Shakers hovedrollen. 

Mute Comp. har turneret i lande som Syrien, USA, Rusland, Frankrig, Ægypten og Bulgarien. De har modtaget flere nomineringer og priser for deres arbejde. I 2002 modtog Kasper Ravnhøj Reumerts Talentpris. I 2008 deltog Mute Comp. i Cairo International Festival for Experimental Theatre med forestillingen Grasping the Floor with the back of my head, hvor de modtog prisen for Bedste Performance samt en nominering for Bedste Kvindelige Performance.

## Forestillinger
- BLACKOUT!, 2012
- F.U.B.A.R., 2011
- Knock on Unpainted Wood, 2010
- Post Secret, 2009
- Grasping the Floor with the back of my head, 2008
- Marshmallow, 2007
- Caterpillar, 2006
- Propaganda, 2006
- Bright Lights, 2005
- Death and the Maiden, 2004
- If Wishes Were Kisses, 2003
- WaterLoop, 2002
- Nowhere Café, 2001
- Galefyrsten, 2000